# Louth Bay
Louth Bay (in passato nota anche come Laurence) è una localittà dell'Australia Meridionale, sita nella porzione sud-orientale della penisola di Eyre.
L'insediamento si trova sulla fascia costiera sud-orientale della penisola di Eyre, circa 21 km a nord-est del centro regionale di Port Lincoln: esso si affaccia sull'omonima baia (a sua volta parte del Golfo di Spencer), con la Lincoln Highway che rappresenta parte del confine occidentale sia a nord (con Whites River) che a sud (con Poonindie) e una linea retta che segue la Cooyamoolta Lane e si proietta verso sud che rappresenta il resto del confine occidentale (con Whites Flat).
A dispetto del nome, la prospiciente Louth Island (ben visibile da Louth Bay in direzione sud-est) fa amministrativamente parte di Point Boston.

## Storia
Matthew Flinders, visitando l'area il 26 febbraio 1802, denominò l'intera baia Louth Bay, in onore dell'omonima cittadina del Lincolnshire, del quale l'esploratore era originario: l'abitato venne ispezionato nel marzo del 1909 e riconosciuto ufficialmente il 24 giugno dello stesso anno col nome di Laurence (in onore del politico locale Laurence O'Loughlin). Già nel novembre del 1940, tuttavia, la città di Port Lincoln raccomandò caldamente di cambiare il nome in Louth Bay per adattarsi alle consuetudini locali, e tale cambiamento di nome venne formalizzato il 20 febbraio del 1941.
Louth Bay rappresentava una popolare destinazione da picnic durante il XIX secolo.
Nel 1878 venne approvata la proposta di costruzione di un molo: nel 1908, il molo subì seri danni a causa dell'impatto di un'imbarcazione, e nel 1949 la decisione governativa di ordinarne l'abbattimento è stata continuamente contestata e ritardata da petizioni della popolazione locale.
Agli inizi del '900, la baia prospiciente venne dragata per ottenere ostriche. Durante l'ultimo secolo l'acquacoltura ha assunto un ruolo sempre più preponderante nell'economia locale, pur fra la preoccupazione della popolazione locale per le ripercussioni a livello ecologico.
I confini attuali di Louth Bay vennero stabiliti nell'ottobre del 2003.
Il 12 febbraio 2007 un muratore locale, tale Philip Kerkhof, ubriaco, entrò in acqua ed ingaggiò un corpo a corpo con uno squalo bronzeo, trascinandolo poi sul molo fra le acclamazioni dei pescatori presenti.
Il 21 agosto 2014 il ritrovamento dei corpi decapitati di due otarie orsine meridionali scatenò una serie di ricerche ed indagini da parte delle autorità locali.